# مهدی قدیانلو

مهدی قدیانلو (زاده ۱۳۶۰ در کرج) هنرمند و نقاش ایرانی است که به خاطر کشیدن نقاشی‌های دیواری شهری در سبک فریب چشم و سورئالیستی شناخته می‌شود.
آثار قدیانلو در ایران، ایالات متحده آمریکا، بریتانیا، اتریش، نروژ، سوئیس و روسیه به نمایش گذاشته شده‌است. او علاوه بر نقاشی‌های دیواری شهری، نقاشی‌هایی با مضامین سورئال و مینیمالیستی می‌کشد. از قدیانلو در مطبوعات به عنوان «بنکسی تهران» یاد شده‌است. قدیانلو از جورجو د کیریکو، رنه ماگریت و لو کوربوزیه الهام می‌گیرد.
در سال ۲۰۱۹ و ۲۰۲۰، نقاشی قدیانلو تحت عنوان «در جستجوی امید» به عنوان نمایه اصلی نشست سالانه مجمع جهانی اقتصاد در داوس قرار گرفت و در سال ۲۰۲۰، این مجمع از او به عنوان یکی از «۴۰ رهبر فرهنگی جهان» یاد کرد.

## زندگی و تحصیلات
مهدی قدیانلو در سال ۱۳۶۰ در کرج زاده شد. اشتغال مادرش در زمینه بافندگی فرش، او را از کودکی با هنر آشنا کرد. او در رشته نقاشی در دانشگاه تهران کارشناسی گرفت و در رشته سینمای انیمیشن کارشناسی ارشد خود را از همین دانشگاه دریافت کرد. قدیانلو قبل از آغاز حرفه هنری خود، یک کشاورز بود. او می‌گوید زندگی در دوران جنگ هشت ساله تأثیر زیادی بر ذهنیت او و آثار هنری‌اش گذاشته‌است.

## آثار
قدیانلو از حدود سال ۱۳۸۴ کار بر روی دیوارهای تهران را آغاز کرد و بیش از صد نقاشی سورئال از او، بر روی دیوارهای تهران قرار دارد. فعالیت او در این شهر، بعد از فراخوان سازمان زیباسازی تهران و تحت نظر محمود شعیبی ( هنرمند نقاش و متخصص هنرهای شهری )، بنیانگزار و رئیس وقت اداره نقاشی‌های دیواری وگرافیک شهری، آغاز شد.
او به غیر از تهران در شهرهای دیگر دنیا نیز به نقاشی پرداخته‌است. اثر شهری دیواری قدیانلو با نام «ما بازی را شروع نکردیم» در محله شوردیچ لندن قرار گرفته‌است. او همچنین اثری با نام «فضای امید» را در پارک گرینوی بوستون کشیده‌است.
او در سال ۱۳۹۸، به همراه هنرمندی ایتالیایی به نام پائولو بوردینو تحت پروژه‌ای به اسم «هنر شهری فرصتی برای اتحاد» به نقاشی بر دیوار سفارت ایتالیا در تهران پرداخت.